# Eudelus simillimus
Eudelus simillimus là một loài tò vò trong họ Ichneumonidae.